# La Cour du tailleur de pierre
 (novembre 2018).
La Cour du tailleur de pierre est une huile sur toile de 123,8 × 162,9 cm du peintre vénitien Canaletto, réalisée aux environs de 1727-1728 et conservée à la National Gallery de Londres.

## Historique
La scène particulière de vie quotidienne laisse penser que le tableau a été commandé par un personnage local plutôt que destiné à l'un des voyageurs du Grand Tour auxquels s'adresse une grande partie de la production de l'artiste. La présence d'un cartellino, en bas à gauche de la toile, dans lequel est évoquée l'élection d'un nouveau curé à l'église San Vidal pourrait être une indication en ce sens, le prêtre pouvant être ce commanditaire. 
La datation se base sur l'affinité stylistique avec les œuvres de la première période de Canaletto : la composition surpeuplée, la couleur appliquée en couches denses, le soin dans les détails. L'analyse des pigments fait également penser aux années 1727-1728.
Le parcours de l'œuvre avant son acquisition par sir George Beaumont en 1808 n'est pas connu. Elle est donnée en 1828 et fait son entrée dans les collections de la National Gallery de Londres en 1828.